# Testosteron rex
Testosteron rex: Myten om våra könade hjärnor (engelska: Testosterone Rex: Unmaking the Myths of Our Gendered Minds) är en bok av psykologiprofessorn Cordelia Fine vid University of Melbourne.

## Innehåll
Cordelia Fine menar i boken att det manliga könshormonet testosteron inte entydigt påverkar vårt beteende och leder till ett riskfyllt och tävlingsinriktat beteende. Hon menar att evidensen ofta är starkare att vår sociala miljö och våra beteenden påverkar våra hormoner än att våra hormoner påverkar våra beteenden. Fine menar också att det kön en människa har inte säger mycket om hur den är.

## Mottagande och priser
2017 belönades boken med Royal Society Science Book Prize för årets bästa vetenskapsbok.
En av kritikerna till boken i Sverige var psykiatern David Eberhard som menade att Fine i boken attackerade en halmgubbe och att ingen påstod att testosteron var den enda avgörande faktorn som påverkade människors beteenden. Han hänvisade till Steven Pinkers Ett oskrivet blad och Judith Rich Harris The Nurture Assumption.

## Utgåvor
- Testosterone rex : myths of sex, science, and society. New York: W.W. Norton & Company. 2017. ISBN 9780393082081
  -  Testosteron rex: myten om våra könade hjärnor. Översättning: Kollberg Linus. Göteborg: Daidalos. 2018. Libris 21574791. ISBN 9789171735256